# Діфнейн
Діфне́йн (Діфнен) — невеликий острів у Червоному морі, належить Еритреї.
Острів популярний серед туристів, які займаються дайвінгом, але на його східних берегах після збройних конфліктів під час війни за незалежність Еритреї залишилось мінне поле.

## Географія
Розташований за 17 км на схід від материка, північніше архіпелагу Дахлак. Саме від острова вважають початок протоки Масавва Північний, яка далі на південь відокремлює архіпелаг Дахлак від материка. Має компактну але неправильну форму. Більша частина острова округлої форми діаметром 1 км, однак на півночі виділяються 3 півострови. Острів вкритий пісками, північний та південно-східний береги облямовані кораловими рифами. На острові збудовано маяк, який попереджає суднам, що рухаються з півночі Червоного моря, про наявність далі на південь значної кількості островів. Він був зведений спочатку 1889 року, але перебудований в 1905 році.
Серед представників фауни поширені морські черепахи, членстоногі (краби), птахи.